# Stăpânul Inelelor: Războiul Rohirrimilor
Stăpânul Inelelor: Războiul Rohirrimilor (titlu original: în engleză The Lord of the Rings: The War of the Rohirrim) este un film americano-japonez fantastic de animație din 2024 regizat de Kenji Kamiyama. Rolurile principale (de voce) au fost interpretate de actorii Brian Cox, Gaia Wise, Luke Pasqualino, Miranda Otto, Laurence Ubong Williams și Shaun Dooley. Scenariul este scris de Jeffrey Addiss și Will Matthews, împreună cu Phoebe Gittins și Arty Papageorgiou, după Stăpânul inelelor de J. R. R. Tolkien.

## Rezumat
Are loc cu 183 de ani înainte de evenimentele trilogiei de filme Stăpânul Inelelor. Războiul Rohirrimilor spune povestea lui Helm Hammerhand, un rege legendar al lui Rohan, și a familiei sale, în timp ce își apără regatul împotriva unei armate de Dunlendings. Helm este un omonim pentru fortăreața Helm's Deep.

## Distribuție
- Brian Cox – Helm Hammerhand
- Gaia Wise – Hèra
- Luke Pasqualino – Wulf
- Miranda Otto – Éowyn
- Laurence Ubong Williams – Fréaláf Hildeson
- Shaun Dooley – Freca
- În alte roluri (nedezvăluite): Lorraine Ashbourne, Yazdan Qafouri, Benjamin Wainwright, Michael Wildman, Jude Akuwudike, Bilal Hasna și Janine Duvitski[5]